# ریچارد چالرزوورت (شناگر)
ریچارد چالرزوورت (به انگلیسی: Richard Charlesworth) (زادهٔ ۲۶ اکتبر ۱۹۸۸) شناگر اهل بریتانیا است.